# Dubioza kolektiv
Dubioza kolektiv je bosanska glasbena skupina iz Sarajeva. Prepoznana je predvsem v prostoru nekdanje Jugoslavije, s svojimi uspešnicami v angleščini pa je prodrla tudi v mednarodni prostor. Pesmi, ki so mešanica reggaeja, duba in rocka s tradicionalnimi zvrstmi Balkana, vsebujejo kritiko nacionalizma in družbenih krivic balkanskega post vojnega sveta. Člani skupine prihajajo iz Bosne in Hercegovine, Srbije, Hrvaške in Slovenije.

## Diskografija
- Dubioza kolektiv (2004)
- Dubnamite (2006)
- Firma Ilegal (2008)
- 5 do 12 (2010)
- Wild Wild East (2011)
- Apsurdistan (2013)
- Happy Machine (2016)
- Pjesmice za dijecu i odrasle (2017)
- #fakenews (2020)
- Agrikultura (2022)